# Danielle Scott
Danielle Scott (Sydney, 7 maart 1990) is een Australische freestyleskiester, gespecialiseerd op het onderdeel aerials. Ze vertegenwoordigde haar vaderland op de Olympische Winterspelen 2014 (Sotsji) en op de Olympische Winterspelen 2018 (Pyeongchang).

## Carrière
Bij haar wereldbekerdebuut, in januari 2012 in Mont Gabriel, eindigde Scott op de achtste plaats. Op de wereldkampioenschappen freestyleskiën 2013 in Voss veroverde de Australische de bronzen medaille op het onderdeel aerials. In januari 2014 stond ze in Lake Placid voor de eerste maal in haar carrière op het podium van een wereldbekerwedstrijd. Tijdens de Olympische Winterspelen van 2014 in Sotsji eindigde Scott als negende op het onderdeel aerials.
In Kreischberg nam de Australische deel aan de wereldkampioenschappen freestyleskiën 2015. Op dit toernooi eindigde ze als vijfde op het onderdeel aerials. Op 21 februari 2015 boekte ze in Moskou haar eerste wereldbekerzege. Op de wereldkampioenschappen freestyleskiën 2017 in de Spaanse Sierra Nevada sleepte Scott de zilveren medaille in de wacht op het onderdeel aerials. Tijdens de Olympische Winterspelen van 2018 in Pyeongchang eindigde de Australische als twaalfde op het onderdeel aerials.

## Resultaten

### Olympische Spelen
| Jaar | Plaats      | Resultaten  |
| ---- | ----------- | ----------- |
| 2014 | Sotsji      | 9e Aerials  |
| 2018 | Pyeongchang | 12e Aerials |

### Wereldkampioenschappen
| Jaar | Plaats        | Resultaten |
| ---- | ------------- | ---------- |
| 2013 | Voss          | Aerials    |
| 2015 | Kreischberg   | 5e Aerials |
| 2017 | Sierra Nevada | Aerials    |

### Wereldbeker
Eindklasseringen
| Seizoen   | Algm | AE     |
| --------- | ---- | ------ |
| 2011/2012 | 33e  | 11e    |
| 2012/2013 | 25e  | 8e     |
| 2013/2014 | 18e  | 6e     |
| 2014/2015 | 12e  | Brons  |
| 2015/2016 | 10e  | Zilver |
| 2016/2017 | 6e   | Zilver |
| 2017/2018 | 37e  | 6e     |

Wereldbekerzeges
| Datum            | Plaats        | Onderdeel |
| ---------------- | ------------- | --------- |
| 21 februari 2015 | Moskou        | Aerials   |
| 18 december 2016 | Beida Lake    | Aerials   |
| 17 december 2017 | Secret Garden | Aerials   |
| 6 februari 2021  | Deer Valley   | Aerials   |